# Микаэлян, Андрей Леонович
Андре́й Лео́нович Микаэля́н (арм. Անդրեյ Լևոնի Միքայելյան; 14 июня 1925, Тифлис — 7 июля 2010, Москва) — российский учёный в области радиооптики, оптической памяти, нейронных сетей, академик АН СССР (1990). Разработал класс геометрооптических фокусирующих систем с градиентом показателя преломления, получивших название «линза Микаэляна».

## Этапы биографии
Брат известного физика, академика АН Армянской ССР Михаила Леоновича Тер-Микаеляна (1923—2004).
- В 1949 году окончил Московский электротехнический институт связи (МЭИС).
- В 1952 году защитил диссертацию кандидата технических наук.
- В 1956 году защитил диссертацию доктора технических наук.
- В 1957 году присвоено звание профессора МЭИС.
- С 1958 года А. Л. Микаэлян занимал должности начальника и научного руководителя лаборатории (отдела) лазерной техники, а затем Института радиооптики в составе Концерна радиостроения «Вега».
- 26 декабря 1984 года избран членом-корреспондентом АН СССР в Отделение информатики, вычислительной техники и автоматизации (элементная база, материалы вычислительной техники и диагностика).
- 15 декабря 1990 года избран академиком АН СССР в Отделение информатики, вычислительной техники и автоматизации (автоматизация, в том числе научное приборостроение).
- В 1991—2006 гг. — директор Института оптико-нейронных технологий РАН и его научный руководитель.
- С ноября 2006 г. — научный руководитель Центра оптико-нейронных технологий НИИСИ РАН.

Кроме того, Микаэлян был заведующим кафедрой радиооптики МФТИ, написал (с двумя соавторами) первую в СССР монографию по квантовым генераторам, по которой обучались многие физики, впоследствии работавшие в этой области. Занимал пост главного редактора организованного им международного журнала «Optical Memory and Neural Networks», руководил Научным советом РАН по проблемам оптической памяти. Под его научным руководством более 30 человек защитили кандидатские диссертации, среди них 6 в дальнейшем стали докторами наук.

## Научная деятельность
Микаэлян основал ряд новых, получивших широкое применение научных направлений в оптоэлектронике, СВЧ-оптике, голографии. Им разработана теория магнитооптических явлений в волноводах с ферритами. На её основе им и его сотрудниками был создан новый класс приборов СВЧ-техники, которые в настоящее время широко применяются.
Микаэлян открыл явление многократной фокусировки электромагнитных волн и самовосстановления волнового фронта в неоднородных средах. Он выдвинул идею создания оптического волновода на базе этого явления. Такие самофокусирующие световоды в настоящее время используются в системах связи, в разного рода оптических и медицинских приборах.
Им разработан ряд методов решения обратных задач геометрической оптики. Применение этих методов позволило создать новый класс канализирующих и фокусирующих систем (в частности, линзы Микаэляна), который образует отдельное направление градиентной оптики.
Микаэлян предложил использовать в вычислительной технике оптическую память. Ему принадлежит идея применять голографию для хранения и обработки больших массивов информации. Он совместно с сотрудниками предложил метод оптической реализации нейронных моделей высокого порядка, показал их высокую эффективность для задач распознавания зашумлённых образов, разработал новый класс голографических и оптоэлектронных приборов, в частности, электрооптические модуляторы на кристаллах ниобата лития.
Автор ряда значимых и высокоцитируемых журнальных публикаций по градиентным волокнам и линзам, волноводной магнитооптике, одномодовым лазерам, проблемам оптической памяти, а также монографий по твердотельным лазерам, голографии и оптическим методам в информатике, СВЧ-ферритам.

## Из библиографии
- Микаэлян А. Л. Теория и применение ферритов на сверхвысоких частотах. - Москва ; Ленинград : Госэнергоиздат, 1963. - 663 с. : ил.; 21 см.
- Оптические методы в информатике : Запись, обраб. и передача информ. / А. Л. Микаэлян. - М. : Наука, 1990. - 228,[1] с. : ил.; 22 см. - (Современ. физ.-техн. пробл.).; ISBN 5-02-014371-5 (В пер.) :
- Оптические генераторы на твёрдом теле / А. Л. Микаэлян, М. Л. Тер-Микаелян, Ю. Г. Турков. - Москва : Сов. радио, 1967. - 384 с. : ил.; 21 см.

### Научно-популярные издания
- Голография / А. Л. Микаэлян, д-р техн. наук проф. - Москва : Знание, 1968. - 48 с. : ил.; 22 см. - (Новое в жизни, науке и технике. Радиоэлектроника и связь; 9).

### Редакторская деятельность
- Нелинейные свойства ферритов в полях с. в. ч.: [Сборник статей] / Пер. с англ. В. Я. Антоньянца [и др.] ; Под ред. д-ра техн. наук проф. А. Л. Микаэляна. - Москва : Изд-во иностр. лит., 1963. - 256 с. : ил.; 21 см.

## Награды
- Ленинская премия (1961);
- медаль «За доблестный труд» (1970);
- Орден Октябрьской Революции (1971);
- Государственная премия Армянской ССР (1980) за научное исследование, разработку и промышленное приобретение твердотельных импульсных лазеров[4];
- Золотая медаль SPIE (SPIE, 1994) за достижения в области оптической техники[5];
- Государственная премия Российской Федерации (1995) за цикл работ «Создание самофокусирующих градиентных световодов для передачи больших потоков информации»[6];
- Орден «За заслуги перед Отечеством» IV степени (10 сентября 1999 года) — за заслуги перед государством, многолетний добросовестный труд и большой вклад в укрепление дружбы и сотрудничества между народами[7];
- Почётная грамота Кыргызской Республики (3 сентября 2001 года, Кыргызстан) — за заслуги в становлении и развитии научной школы голографии в Кыргызстане[8]
- Золотая медаль имени А. С. Попова (2005)[9].